# Placa de la mar de les Moluques
La placa de la mar de les Moluques és una placa tectònica d'Oceania situada entre el mar de Banda i el mar de les Moluques que li dona el seu nom. A causa dels moviments de subducció, actualment no queda cap porció d'aquesta placa exposada a la superfície terrestre. El contacte amb altres plaques fa que sigui una zona d'alta activitat sísmica, amb freqüents tsunamis.

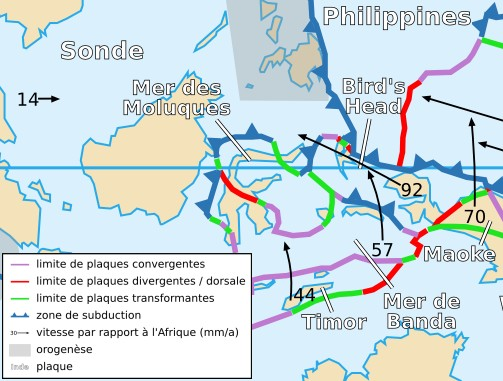
Placa de la mar de les Moluques